# Campeonato Brasileño de Fútbol 2014
El Campeonato Brasileño de Fútbol 2014 fue la  59ª. edición del Campeonato Brasileño de Serie A. El mismo comenzó el 19 de abril de 2014 y finalizó el 7 de diciembre del corriente año. El sistema de juego es el mismo de las temporadas anteriores. Los 20 equipos participantes se enfrentarán en partidos de todos contra todos.
El campeón en esta temporada fue nuevamente el Cruzeiro que se adjudicó el bicampeonato a falta de dos fechas para la finalización del torneo. Por su parte descendieron el Bahía, Botafogo, Criciúma y el Vitória.
Esta fue la primera edición en la que se entregó el actual trofeo de la competición, que sustituye al que se venía usando desde 1993.

## Sistema de competición
Los participantes del torneo se enfrentaran en partidos de ida y vuelta, en un sistema de todos contra todos. El equipo que auspició de local en la primera vuelta, en la segunda vuelta del campeonato jugó de visitante. El equipo con más puntos en la tabla de clasificación, será quien se corone cómo campeón del Brasileirão 2014. A su vez, los cuatro equipos que finalicen con menos puntos en la tabla de clasificación descenderán y jugarán la Serie B del siguiente año.
Criterios de desempate
- Partidos ganados
- Diferencia de goles
- Goles a favor
- Enfrentamientos directos
- Cantidad de tarjetas amarillas
- Cantidad de tarjetas rojas

Clasificación a copas internacionales
- Los primeros dos equipos posicionados en el campeonato, se clasifican directamente a la segunda fase de la Copa Libertadores 2015. Además, el 3° y 4° de la tabla de clasificación clasifican también, pero a la primera fase la misma.

- Para clasificar a la Copa Sudamericana del año siguiente se tuvo en cuenta el rendimiento de los clubes en la Copa de Brasil, que se ha ampliado y tendrá equipos que compitan también en la Copa Libertadores en el mismo año.

Desde esta temporada, cada equipo podrá poner en el campo hasta un máximo de cinco jugadores extranjeros. En 2013, se les permitió sólo tres jugadores.

## Equipos participantes

### Ascensos y descensos
| Pos. | Descendidos en la temporada 2013 |
| ---- | -------------------------------- |
| 17º  | Portuguesa                       |
| 18º  | Vasco da Gama                    |
| 19º  | Ponte Preta                      |
| 20º  | Náutico                          |

| Pos. | Ascendidos de la Serie B 2013 |
| ---- | ----------------------------- |
| 1º   | Palmeiras                     |
| 2º   | Chapecoense                   |
| 3º   | Sport Recife                  |
| 4º   | Figueirense                   |

### Información de equipos
| Equipo              | Ciudad             | Estadio           | Capacidad | Posición 2013 |
| ------------------- | ------------------ | ----------------- | --------- | ------------- |
| Atlético Mineiro    | Belo Horizonte, MG | Independência     | 23 018    | 8°            |
| Atlético Paranaense | Curitiba, PR       | Arena da Baixada  | 28 413    | 3°            |
| Bahia               | Salvador, BA       | Arena Fonte Nova  | 48 747    | 13°           |
| Botafogo            | Río de Janeiro, RJ | Maracaná          | 78 838    | 4°            |
| Chapecoense         | Chapecó, SC        | Arena Condá       | 21 000    | 2° (Serie B)  |
| Corinthians         | São Paulo, SP      | Arena Corinthians | 48 000    | 10°           |
| Coritiba            | Curitiba, PR       | Couto Pereira     | 37 182    | 11°           |
| Criciúma            | Criciúma, SC       | Heriberto Hülse   | 19 300    | 14°           |
| Cruzeiro            | Belo Horizonte, MG | Mineirão          | 57 483    | 1°            |
| Figueirense         | Florianópolis, SC  | Orlando Scarpelli | 19 584    | 4° (Serie B)  |
| Flamengo            | Río de Janeiro, RJ | Maracaná          | 78 838    | 16°           |
| Fluminense          | Río de Janeiro, RJ | Maracaná          | 78 838    | 15°           |
| Goiás               | Goiânia, GO        | Serra Dourada     | 42 000    | 6°            |
| Grêmio              | Porto Alegre, RS   | Arena do Grêmio   | 55 538    | 2°            |
| Internacional       | Porto Alegre, RS   | Beira-Rio         | 56 149    | 13°           |
| Palmeiras           | São Paulo, SP      | Allianz Parque    | 45 000    | 1° (Serie B)  |
| Santos              | Santos, SP         | Vila Belmiro      | 16 798    | 7°            |
| São Paulo           | São Paulo, SP      | Morumbi           | 66 795    | 9°            |
| Sport Recife        | Recife, PE         | Ilha do Retiro    | 35 000    | 3° (Serie B)  |
| Vitória             | Salvador, BA       | Manoel Barradas   | 35 000    | 5°            |

### Distribución geográfica
| Estado             | N.º | Equipos                                    |
| ------------------ | --- | ------------------------------------------ |
| São Paulo          | 4   | Corinthians, Palmeiras, Santos y São Paulo |
| Río de Janeiro     | 3   | Botafogo, Flamengo y Fluminense            |
| Santa Catarina     | 3   | Chapecoense, Criciúma y Figueirense        |
| Bahía              | 2   | Bahía y Vitória                            |
| Minas Gerais       | 2   | Atlético Mineiro y Cruzeiro                |
| Paraná             | 2   | Atlético Paranaense y Coritiba             |
| Río Grande del Sur | 2   | Grêmio e Internacional                     |
| Goiás              | 1   | Goiás                                      |
| Pernambuco         | 1   | Sport Recife                               |
| Total              | 20  |                                            |

### Entrenadores
| Equipo              | Fechas       | Entrenador                  |
| ------------------- | ------------ | --------------------------- |
| Atlético Mineiro    | 1.ª          | Paulo Autuori               |
| Atlético Mineiro    | 2.ª a 38.ª   | Levir Culpi                 |
| Atlético Paranaense | 1.ª a 5.ª    | Miguel Ángel Portugal       |
| Atlético Paranaense | 6.ª a 9.ª    | Leandro Ávila (Interino)    |
| Atlético Paranaense | 10.ª a 17.ª  | Doriva                      |
| Atlético Paranaense | 18.ª         | Leandro Ávila (Interino)    |
| Atlético Paranaense | 19.ª a 38.ª  | Claudinei Oliveira          |
| Bahia               | 1.ª a 12.ª   | Marquinhos Santos           |
| Bahia               | 13.ª a 15.ª  | Charles Fabian (Interino)   |
| Bahia               | 16.ª a 38.ª  | Gilson Kleina               |
| Botafogo            | 1.ª a 38.ª   | Vágner Mancini              |
| Chapecoense         | 1.ª a 6.ª    | Gilmar Dal Pozzo            |
| Chapecoense         | 7.ª a 20.ª   | Celso Rodrigues             |
| Chapecoense         | 21ª.ª a 38.ª | Jorginho                    |
| Corinthians         | 1.ª a 38.ª   | Mano Menezes                |
| Coritiba            | 1.ª a 17.ª   | Celso Roth                  |
| Coritiba            | 18.ª a 38.ª  | Marquinhos Santos           |
| Criciúma            | 1.ª          | Caio Júnior                 |
| Criciúma            | 2.ª a 17.ª   | Wágner Lopes                |
| Criciúma            | 18.ª         | Wilsão (Interino)           |
| Criciúma            | 19.ª a 31.ª  | Gilmar dal Pozzo            |
| Criciúma            | 32.ª a 38.ª  | Toninho Cecílio             |
| Cruzeiro            | 1.ª a 38.ª   | Marcelo Oliveira            |
| Figueirense         | 1.ª y 2.ª    | Vinícius Eutrópio           |
| Figueirense         | 3.ª a 11.ª   | Guto Ferreira               |
| Figueirense         | 12.ª a 38.ª  | Argel Fucks                 |
| Flamengo            | 1.ª a 4.ª    | Jaime de Almeida            |
| Flamengo            | 5.ª a 11.ª   | Ney Franco                  |
| Flamengo            | 12.ª a 38.ª  | Vanderlei Luxemburgo        |
| Fluminense          | 1.ª a 38.ª   | Cristóvão Borges            |
| Goiás               | 1.ª a 38.ª   | Ricardo Drubscky            |
| Grêmio              | 1.ª a 12.ª   | Enderson Moreira            |
| Grêmio              | 13.ª a 38.ª  | Luiz Felipe Scolari         |
| Internacional       | 1.ª a 38.ª   | Abel Braga                  |
| Palmeiras           | 1.ª a 5.ª    | Gilson Kleina               |
| Palmeiras           | 6.ª          | Alberto Valentim (Interino) |
| Palmeiras           | 7.ª a 18.ª   | Ricardo Gareca              |
| Palmeiras           | 18.ª a 38.ª  | Dorival Júnior              |
| Santos              | 1.ª a 18.ª   | Oswaldo de Oliveira         |
| Santos              | 19.ª a 38.ª  | Enderson Moreira            |
| São Paulo           | 1.ª a 38.ª   | Muricy Ramalho              |
| Sport Recife        | 1.ª a 38.ª   | Eduardo Baptista            |
| Vitória             | 1.ª a 4.ª    | Ney Franco                  |
| Vitória             | 5.ª a 16.ª   | Jorginho                    |
| Vitória             | 18.ª a 38.ª  | Ney Franco                  |

## Tabla de posiciones
| Pos. | Equipo              | Pts. | PJ | PG | PE | PP | GF | GC | Dif. |
| ---- | ------------------- | ---- | -- | -- | -- | -- | -- | -- | ---- |
| 1.º  | Cruzeiro (C)        | 80   | 38 | 24 | 8  | 6  | 67 | 38 | 29   |
| 2.º  | São Paulo           | 70   | 38 | 20 | 10 | 8  | 59 | 40 | 19   |
| 3.º  | Internacional       | 69   | 38 | 21 | 6  | 11 | 53 | 41 | 12   |
| 4.º  | Corinthians         | 69   | 38 | 19 | 12 | 7  | 49 | 31 | 18   |
| 5.º  | Atlético Mineiro    | 62   | 38 | 17 | 11 | 10 | 51 | 38 | 13   |
| 6.º  | Fluminense          | 61   | 38 | 17 | 10 | 11 | 61 | 42 | 19   |
| 7.º  | Grêmio              | 61   | 38 | 17 | 10 | 11 | 36 | 24 | 12   |
| 8.º  | Atlético Paranaense | 54   | 38 | 15 | 9  | 14 | 43 | 42 | 1    |
| 9.º  | Santos              | 53   | 38 | 15 | 8  | 15 | 42 | 35 | 7    |
| 10.º | Flamengo            | 52   | 38 | 14 | 10 | 14 | 46 | 47 | −1   |
| 11.º | Sport Recife        | 52   | 38 | 14 | 10 | 14 | 36 | 46 | −10  |
| 12.º | Goiás               | 47   | 38 | 13 | 8  | 17 | 38 | 40 | −2   |
| 13.º | Figueirense         | 47   | 38 | 13 | 8  | 17 | 37 | 47 | −10  |
| 14.º | Coritiba            | 47   | 38 | 12 | 11 | 15 | 42 | 45 | −3   |
| 15.º | Chapecoense         | 43   | 38 | 11 | 10 | 17 | 39 | 44 | −5   |
| 16.º | Palmeiras           | 40   | 38 | 11 | 7  | 20 | 34 | 59 | −25  |
| 17.º | Vitória (D)         | 38   | 38 | 10 | 8  | 20 | 37 | 55 | −18  |
| 18.º | Bahía (D)           | 37   | 38 | 9  | 10 | 19 | 31 | 43 | −12  |
| 19.º | Botafogo (D)        | 34   | 38 | 9  | 7  | 22 | 31 | 48 | −17  |
| 20.º | Criciúma (D)        | 32   | 38 | 7  | 11 | 20 | 28 | 56 | −28  |

|  | Campeón. Clasificó a la segunda fase de la Copa Libertadores 2015. (C) |
|  | Clasificó a la segunda fase de la Copa Libertadores 2015.              |
|  | Clasificó a la primera fase de la Copa Libertadores 2015.              |
|  | Descendió a la Serie B 2015. (D)                                       |

|                                    |
| Bandera del estado de Minas Gerais |
| Campeón Cruzeiro EC 4.º título     |

1. ↑  Campeón de la Copa de Brasil 2014.

### Evolución de las posiciones
| Equipo / Jornada | 1  | 2  | 3  | 4  | 5  | 6  | 7  | 8  | 9  | 10 | 11 | 12 | 13 | 14 | 15 | 16 | 17 | 18 | 19 | 20 | 21 | 22 | 23 | 24 | 25 | 26 | 27 | 28 | 29 | 30 | 31 | 32 | 33 | 34 | 35 | 36 | 37 | 38 |
| Equipo / Jornada |    |    |    |    |    |    |    |    |    |    |    |    |    |    |    |    |    |    |    |    |    |    |    |    |    |    |    |    |    |    |    |    |    |    |    |    |    |    |
| ---------------- | -- | -- | -- | -- | -- | -- | -- | -- | -- | -- | -- | -- | -- | -- | -- | -- | -- | -- | -- | -- | -- | -- | -- | -- | -- | -- | -- | -- | -- | -- | -- | -- | -- | -- | -- | -- | -- | -- |
| Atl. Mineiro     | 9  | 15 | 17 | 15 | 11 | 7  | 9  | 6  | 8  | 11 | 11 | 11 | 9  | 6  | 6  | 8  | 6  | 8  | 7  | 8  | 8  | 7  | 6  | 4  | 4  | 4  | 6  | 4  | 4  | 4  | 3  | 5  | 4  | 6  | 4  | 5  | 6  | 5  |
| Atl. Paranaense  | 5  | 4  | 8  | 14 | 13 | 14 | 10 | 12 | 12 | 7  | 4  | 9  | 10 | 7  | 7  | 9  | 9  | 10 | 11 | 13 | 11 | 11 | 12 | 13 | 11 | 12 | 15 | 14 | 10 | 10 | 10 | 9  | 9  | 10 | 9  | 8  | 8  | 8  |
| Bahía            | 15 | 9  | 6  | 4  | 9  | 10 | 11 | 14 | 15 | 16 | 16 | 19 | 19 | 18 | 19 | 18 | 18 | 19 | 19 | 20 | 19 | 16 | 18 | 16 | 14 | 14 | 16 | 17 | 18 | 18 | 19 | 19 | 19 | 19 | 18 | 18 | 18 | 18 |
| Botafogo         | 19 | 18 | 19 | 13 | 15 | 17 | 17 | 13 | 14 | 14 | 13 | 13 | 15 | 17 | 12 | 16 | 14 | 13 | 14 | 14 | 15 | 17 | 16 | 15 | 16 | 19 | 20 | 19 | 17 | 19 | 17 | 18 | 18 | 18 | 19 | 19 | 19 | 19 |
| Chapecoense      | 10 | 16 | 18 | 19 | 20 | 20 | 18 | 18 | 16 | 15 | 15 | 15 | 12 | 12 | 13 | 12 | 15 | 15 | 15 | 16 | 14 | 14 | 15 | 14 | 15 | 16 | 14 | 13 | 15 | 15 | 15 | 15 | 16 | 17 | 15 | 14 | 15 | 15 |
| Corinthians      | 11 | 3  | 1  | 3  | 8  | 9  | 7  | 3  | 3  | 2  | 2  | 2  | 4  | 3  | 3  | 3  | 4  | 4  | 4  | 3  | 4  | 4  | 4  | 6  | 7  | 6  | 5  | 6  | 5  | 3  | 5  | 7  | 5  | 5  | 3  | 3  | 4  | 4  |
| Coritiba         | 12 | 13 | 15 | 18 | 19 | 18 | 19 | 20 | 17 | 18 | 19 | 17 | 17 | 20 | 20 | 17 | 19 | 18 | 18 | 17 | 18 | 15 | 17 | 19 | 20 | 20 | 17 | 20 | 20 | 16 | 18 | 17 | 15 | 16 | 17 | 15 | 14 | 14 |
| Criciúma         | 16 | 19 | 13 | 17 | 17 | 12 | 12 | 10 | 13 | 13 | 14 | 14 | 16 | 15 | 15 | 15 | 17 | 17 | 17 | 19 | 17 | 19 | 19 | 20 | 19 | 18 | 19 | 18 | 19 | 20 | 20 | 20 | 20 | 20 | 20 | 20 | 20 | 20 |
| Cruzeiro         | 3  | 5  | 2  | 5  | 2  | 1  | 1  | 1  | 1  | 1  | 1  | 1  | 1  | 1  | 1  | 1  | 1  | 1  | 1  | 1  | 1  | 1  | 1  | 1  | 1  | 1  | 1  | 1  | 1  | 1  | 1  | 1  | 1  | 1  | 1  | 1  | 1  | 1  |
| Figueirense      | 20 | 20 | 20 | 20 | 18 | 19 | 20 | 19 | 20 | 17 | 18 | 20 | 18 | 16 | 18 | 14 | 12 | 14 | 12 | 11 | 13 | 13 | 13 | 12 | 10 | 11 | 12 | 15 | 13 | 13 | 13 | 14 | 13 | 13 | 13 | 12 | 12 | 13 |
| Flamengo         | 13 | 17 | 9  | 16 | 16 | 16 | 16 | 17 | 19 | 20 | 20 | 18 | 20 | 19 | 14 | 13 | 11 | 9  | 10 | 12 | 10 | 10 | 11 | 10 | 12 | 13 | 11 | 10 | 11 | 11 | 11 | 10 | 11 | 8  | 10 | 9  | 9  | 10 |
| Fluminense       | 1  | 1  | 5  | 2  | 5  | 3  | 2  | 2  | 2  | 6  | 3  | 3  | 2  | 4  | 4  | 5  | 5  | 5  | 5  | 6  | 5  | 6  | 7  | 7  | 6  | 7  | 8  | 8  | 8  | 7  | 6  | 4  | 7  | 7  | 7  | 7  | 5  | 6  |
| Goiás            | 14 | 8  | 4  | 8  | 4  | 6  | 3  | 5  | 7  | 10 | 10 | 7  | 8  | 10 | 11 | 11 | 13 | 12 | 13 | 9  | 12 | 12 | 10 | 11 | 13 | 10 | 10 | 9  | 9  | 9  | 9  | 11 | 10 | 11 | 12 | 13 | 13 | 12 |
| Grêmio           | 17 | 10 | 12 | 7  | 3  | 2  | 4  | 7  | 6  | 9  | 7  | 10 | 11 | 11 | 8  | 10 | 7  | 6  | 6  | 5  | 6  | 5  | 5  | 5  | 5  | 5  | 4  | 5  | 6  | 6  | 7  | 6  | 3  | 4  | 6  | 6  | 7  | 7  |
| Internacional    | 6  | 6  | 3  | 1  | 1  | 5  | 8  | 4  | 5  | 8  | 5  | 4  | 3  | 2  | 2  | 2  | 3  | 2  | 3  | 4  | 3  | 3  | 3  | 2  | 2  | 2  | 3  | 2  | 3  | 5  | 4  | 3  | 6  | 3  | 5  | 4  | 3  | 3  |
| Palmeiras        | 4  | 11 | 14 | 9  | 6  | 4  | 5  | 9  | 11 | 12 | 12 | 12 | 13 | 13 | 17 | 20 | 16 | 16 | 16 | 15 | 16 | 18 | 20 | 17 | 17 | 15 | 13 | 12 | 14 | 14 | 14 | 13 | 14 | 14 | 14 | 16 | 16 | 16 |
| Santos           | 7  | 12 | 16 | 11 | 12 | 13 | 13 | 11 | 10 | 5  | 9  | 6  | 6  | 9  | 10 | 7  | 10 | 11 | 9  | 10 | 9  | 9  | 9  | 9  | 8  | 8  | 7  | 7  | 7  | 8  | 8  | 8  | 8  | 9  | 8  | 11 | 10 | 9  |
| São Paulo        | 2  | 2  | 7  | 10 | 7  | 8  | 6  | 8  | 4  | 3  | 6  | 8  | 7  | 5  | 5  | 4  | 2  | 3  | 2  | 2  | 2  | 2  | 2  | 3  | 3  | 3  | 2  | 3  | 2  | 2  | 2  | 2  | 2  | 2  | 2  | 2  | 2  | 2  |
| Sport Recife     | 8  | 7  | 10 | 6  | 10 | 11 | 14 | 15 | 9  | 4  | 8  | 5  | 5  | 8  | 9  | 6  | 8  | 7  | 8  | 7  | 7  | 8  | 8  | 8  | 9  | 9  | 9  | 11 | 12 | 12 | 12 | 12 | 12 | 12 | 11 | 10 | 11 | 11 |
| Vitória          | 18 | 14 | 11 | 12 | 14 | 15 | 15 | 16 | 18 | 19 | 17 | 16 | 14 | 14 | 16 | 19 | 20 | 20 | 20 | 18 | 20 | 20 | 14 | 18 | 18 | 17 | 18 | 16 | 16 | 17 | 16 | 16 | 17 | 15 | 16 | 17 | 17 | 17 |

## Resultados
Los horarios corresponden al huso horario UTC-3 de América Latina oriental.

### Primera rueda
| Fluminense          | 3 - 0 | Figueirense | Maracaná          | 19 de abril | 18:30 |
| Internacional       | 1 - 0 | Vitória     | Beira-Rio         | 19 de abril | 18:30 |
| Chapecoense         | 0 - 0 | Coritiba    | Arena Condá       | 19 de abril | 21:00 |
| São Paulo           | 3 - 0 | Botafogo    | Morumbi           | 20 de abril | 16:00 |
| Atlético Paranaense | 1 - 0 | Grêmio      | Orlando Scarpelli | 20 de abril | 16:00 |
| Atlético Mineiro    | 0 - 0 | Corinthians | Parque do Sabiá   | 20 de abril | 16:00 |
| Bahía               | 1 - 2 | Cruzeiro    | Arena Fonte Nova  | 20 de abril | 16:00 |
| Flamengo            | 0 - 0 | Goiás       | Mané Garrincha    | 20 de abril | 18:30 |
| Santos              | 1 - 1 | Sport       | Vila Belmiro      | 20 de abril | 18:30 |
| Criciúma            | 1 - 2 | Palmeiras   | Heriberto Hülse   | 20 de abril | 18:30 |

| Coritiba    | 0 - 0 | Santos              | Couto Pereira   | 26 de abril | 18:30 |
| Palmeiras   | 0 - 1 | Fluminense          | Pacaembú        | 26 de abril | 21:00 |
| Botafogo    | 2 - 2 | Internacional       | Maracaná        | 27 de abril | 16:00 |
| Corinthians | 2 - 0 | Flamengo            | Pacaembú        | 27 de abril | 16:00 |
| Cruzeiro    | 1 - 1 | São Paulo           | João Havelange  | 27 de abril | 16:00 |
| Vitória     | 2 - 2 | Atlético Paranaense | Pituaçu         | 27 de abril | 16:00 |
| Grêmio      | 2 - 1 | Atlético Mineiro    | Arena do Grêmio | 27 de abril | 18:30 |
| Figueirense | 0 - 2 | Bahía               | Arena Barueri   | 27 de abril | 18:30 |
| Sport       | 2 - 1 | Chapecoense         | Ilha do Retiro  | 27 de abril | 18:30 |
| Goiás       | 1 - 0 | Criciúma            | JK              | 27 de abril | 18:30 |

| São Paulo           | 2 - 2 | Coritiba    | Pacaembú         | 3 de mayo | 18:30 |
| Atlético Paranaense | 2 - 3 | Cruzeiro    | Mané Garrincha   | 3 de mayo | 18:30 |
| Santos              | 0 - 0 | Grêmio      | Vila Belmiro     | 3 de mayo | 18:30 |
| Fluminense          | 1 - 2 | Vitória     | Maracaná         | 3 de mayo | 21:00 |
| Flamengo            | 4 - 2 | Palmeiras   | Maracaná         | 4 de mayo | 16:00 |
| Bahía               | 1 - 0 | Botafogo    | Arena Fonte Nova | 4 de mayo | 16:00 |
| Internacional       | 2 - 1 | Sport       | Beira-Rio        | 4 de mayo | 16:00 |
| Criciúma            | 1 - 0 | Figueirense | Heriberto Hülse  | 4 de mayo | 16:00 |
| Chapecoense         | 0 - 1 | Corinthians | Arena Condá      | 4 de mayo | 18:30 |
| Atlético Mineiro    | 0 - 1 | Goiás       | Independência    | 4 de mayo | 18:30 |

| Palmeiras        | 2 - 0 | Goiás               | Pacaembú         | 10 de mayo | 18:30 |
| Internacional    | 2 - 1 | Atlético Paranaense | Beira-Rio        | 10 de mayo | 18:30 |
| Botafogo         | 6 - 0 | Criciúma            | Maracaná         | 10 de mayo | 21:00 |
| São Paulo        | 1 - 1 | Corinthians         | Arena Barueri    | 11 de mayo | 16:00 |
| Fluminense       | 2 - 0 | Flamengo            | Maracaná         | 11 de mayo | 16:00 |
| Chapecoense      | 1 - 2 | Grêmio              | Arena Condá      | 11 de mayo | 16:00 |
| Atlético Mineiro | 2 - 1 | Cruzeiro            | Independência    | 11 de mayo | 16:00 |
| Bahía            | 1 - 1 | Vitória             | Arena Fonte Nova | 11 de mayo | 18:30 |
| Coritiba         | 0 - 1 | Sport               | Couto Pereira    | 11 de mayo | 18:30 |
| Figueirense      | 0 - 2 | Santos              | Estadio del Café | 11 de mayo | 18:30 |

| Goiás               | 2 - 0 | Botafogo         | Municipal Mario Helênio | 14 de mayo | 22:00 |
| Cruzeiro            | 3 - 2 | Coritiba         | Mineirão                | 17 de mayo | 18:30 |
| Flamengo            | 0 - 2 | São Paulo        | Maracaná                | 18 de mayo | 16:00 |
| Corinthians         | 0 - 1 | Figueirense      | Arena Corinthians       | 18 de mayo | 16:00 |
| Grêmio              | 1 - 0 | Fluminense       | Arena do Grêmio         | 18 de mayo | 16:00 |
| Atlético Paranaense | 1 - 1 | Chapecoense      | Willie Davids           | 18 de mayo | 16:00 |
| Vitória             | 0 - 1 | Palmeiras        | Pituaçu                 | 18 de mayo | 18:30 |
| Criciúma            | 0 - 0 | Internacional    | Heriberto Hülse         | 18 de mayo | 18:30 |
| Santos              | 1 - 2 | Atlético Mineiro | Arena Pantanal          | 18 de mayo | 18:30 |
| Sport               | 1 - 0 | Bahía            | Ilha do Retiro          | 4 de junio | 21:00 |

| Flamengo    | 1 - 1 | Bahía               | Moacyrzão        | 21 de mayo | 19:30 |
| Coritiba    | 1 - 1 | Internacional       | Couto Pereira    | 21 de mayo | 19:30 |
| Cruzeiro    | 2 - 0 | Sport               | Mineirão         | 21 de mayo | 21:00 |
| Criciúma    | 1 - 0 | Chapecoense         | Heriberto Hülse  | 21 de mayo | 21:00 |
| Fluminense  | 5 - 2 | São Paulo           | Maracaná         | 21 de mayo | 22:00 |
| Corinthians | 1 - 1 | Atlético Paranaense | Canindé          | 21 de mayo | 22:00 |
| Grêmio      | 2 - 1 | Botafogo            | Alfredo Jaconi   | 21 de mayo | 22:00 |
| Goiás       | 2 - 2 | Santos              | Serra Dourada    | 22 de mayo | 19:30 |
| Palmeiras   | 1 - 0 | Figueirense         | Fonte Luminosa   | 22 de mayo | 19:30 |
| Vitória     | 2 - 3 | Atlético Mineiro    | Joia da Princesa | 22 de mayo | 21:00 |

| Bahia               | 0 - 1 | Fluminense  | Arena Barueri     | 24 de mayo | 18:30 |
| São Paulo           | 1 - 0 | Grêmio      | Morumbi           | 24 de mayo | 21:00 |
| Figueirense         | 0 - 1 | Goiás       | Orlando Scarpelli | 25 de mayo | 16:00 |
| Sport               | 1 - 4 | Corinthians | Ilha do Retiro    | 25 de mayo | 16:00 |
| Santos              | 0 - 0 | Flamengo    | Morumbi           | 25 de mayo | 16:00 |
| Atlético Paranaense | 2 - 0 | Coritiba    | Willie Davids     | 25 de mayo | 16:00 |
| Botafogo            | 1 - 1 | Vitória     | Moacyrzão         | 25 de mayo | 18:30 |
| Atlético Mineiro    | 0 - 0 | Criciúma    | Ipatingão         | 25 de mayo | 18:30 |
| Internacional       | 1 - 3 | Cruzeiro    | Centenário        | 25 de mayo | 18:30 |
| Chapecoense         | 2 - 0 | Palmeiras   | Arena Condá       | 25 de mayo | 18:30 |

| Sport               | 0 - 0 | Grêmio      | Ilha do Retiro   | 28 de mayo | 19:30 |
| Palmeiras           | 0 - 2 | Botafogo    | Prudentão        | 28 de mayo | 19:30 |
| Criciúma            | 1 - 0 | Coritiba    | Heriberto Hulse  | 28 de mayo | 19:30 |
| Goiás               | 0 - 0 | Vitória     | Serra Dourada    | 28 de mayo | 21:00 |
| Internacional       | 2 - 0 | Chapecoense | Centenário       | 28 de mayo | 21:00 |
| Atlético Paranaense | 2 - 2 | São Paulo   | Parque do Sabiá  | 28 de mayo | 21:50 |
| Atlético Mineiro    | 2 - 0 | Fluminense  | Ipatingão        | 28 de mayo | 21:50 |
| Corinthians         | 1 - 0 | Cruzeiro    | Canindé          | 28 de mayo | 21:50 |
| Flamengo            | 1 - 1 | Figueirense | Morumbi          | 29 de mayo | 19:30 |
| Bahia               | 0 - 2 | Santos      | Joia da Princesa | 29 de mayo | 21:00 |

| São Paulo   | 2 - 1 | Atlético Mineiro    | Morumbi           | 31 de mayo | 18:30 |
| Coritiba    | 3 - 0 | Goiás               | Durival de Britto | 31 de mayo | 18:30 |
| Vitória     | 0 - 1 | Sport               | Joia da Princesa  | 31 de mayo | 21:00 |
| Chapecoense | 2 - 1 | Bahia               | Arena Condá       | 1 de junio | 16:00 |
| Corinthians | 1 - 1 | Botafogo            | Arena Corinthians | 1 de junio | 16:00 |
| Cruzeiro    | 3 - 0 | Flamengo            | Parque do Sabiá   | 1 de junio | 16:00 |
| Grêmio      | 0 - 0 | Palmeiras           | Alfredo Jaconi    | 1 de junio | 16:00 |
| Fluminense  | 1 - 1 | Internacional       | Moacyrzão         | 1 de junio | 18:30 |
| Figueirense | 1 - 3 | Atlético Paranaense | Orlando Scarpelli | 1 de junio | 18:30 |
| Santos      | 2 - 0 | Criciúma            | Primeiro de Maio  | 1 de junio | 18:30 |

| Copa Mundial de Fútbol de 2014                   |
| ------------------------------------------------ |
| \| \| \| Campeón Alemania \| \| Cuarto título \| |
|                                                  |
| Campeón Alemania                                 |
| Cuarto título                                    |

| Sport       | 1 - 0 | Botafogo            | Ilha do Retiro    | 16 de julio | 19:30 |
| Grêmio      | 0 - 0 | Goiás               | Arena do Grêmio   | 16 de julio | 19:30 |
| Coritiba    | 0 - 2 | Figueirense         | Couto Pereira     | 16 de julio | 19:30 |
| Flamengo    | 1 - 2 | Atlético Paranaense | Moacyrzão         | 16 de julio | 22:00 |
| Bahía       | 0 - 2 | São Paulo           | Arena Fonte Nova  | 16 de julio | 22:00 |
| Criciúma    | 3 - 2 | Fluminense          | Heriberto Hülse   | 16 de julio | 22:00 |
| Santos      | 2 - 0 | Palmeiras           | Vila Belmiro      | 17 de julio | 19:30 |
| Corinthians | 2 - 1 | Internacional       | Arena Corinthians | 17 de julio | 19:30 |
| Cruzeiro    | 3 - 1 | Vitória             | Mineirão          | 17 de julio | 21:00 |
| Chapecoense | 1 - 1 | Atlético Mineiro    | Arena Condá       | 6 de agosto | 21:00 |

| Figueirense         | 0 - 1 | Grêmio      | Orlando Scarpelli   | 19 de julio | 18:30 |
| Atlético Mineiro    | 1 - 1 | Bahía       | Independência       | 19 de julio | 18:30 |
| São Paulo           | 0 - 1 | Chapecoense | Morumbi             | 19 de julio | 18:30 |
| Botafogo            | 1 - 0 | Coritiba    | Raulino de Oliveira | 19 de julio | 21:00 |
| Palmeiras           | 1 - 2 | Cruzeiro    | Pacaembú            | 20 de julio | 16:00 |
| Internacional       | 4 - 0 | Flamengo    | Beira-Rio           | 20 de julio | 16:00 |
| Vitória             | 0 - 0 | Corinthians | Barradão            | 20 de julio | 16:00 |
| Fluminense          | 1 - 0 | Santos      | Raulino de Oliveira | 20 de julio | 18:30 |
| Atlético Paranaense | 2 - 0 | Criciúma    | Arena da Baixada    | 20 de julio | 18:30 |
| Goiás               | 0 - 0 | Sport       | Serra Dourada       | 20 de julio | 18:30 |

| Santos              | 3 - 0 | Chapecoense      | Vila Belmiro      | 26 de julio | 18:30 |
| Criciúma            | 1 - 3 | Vitória          | Heriberto Hülse   | 26 de julio | 18:30 |
| Cruzeiro            | 5 - 0 | Figueirense      | Mineirão          | 26 de julio | 18:30 |
| Bahía               | 0 - 1 | Internacional    | Arena Fonte Nova  | 26 de julio | 21:00 |
| Corinthians         | 2 - 0 | Palmeiras        | Arena Corinthians | 27 de julio | 16:00 |
| Atlético Paranaense | 0 - 3 | Fluminense       | Arena da Baixada  | 27 de julio | 16:00 |
| Goiás               | 2 - 1 | São Paulo        | Serra Dourada     | 27 de julio | 16:00 |
| Sport               | 2 - 1 | Atlético Mineiro | Ilha do Retiro    | 27 de julio | 16:00 |
| Grêmio              | 2 - 3 | Coritiba         | Arena do Grêmio   | 27 de julio | 18:30 |
| Flamengo            | 1 - 0 | Botafogo         | Maracaná          | 27 de julio | 18:30 |

| Botafogo         | 1 - 1 | Cruzeiro            | Maracaná          | 2 de agosto | 18:30 |
| São Paulo        | 1 - 1 | Criciúma            | Morumbi           | 2 de agosto | 18:30 |
| Vitória          | 2 - 1 | Grêmio              | Barradão          | 2 de agosto | 21:00 |
| Chapecoense      | 1 - 0 | Flamengo            | Arena Condá       | 3 de agosto | 16:00 |
| Coritiba         | 0 - 0 | Corinthians         | Couto Pereira     | 3 de agosto | 16:00 |
| Palmeiras        | 1 - 1 | Bahía               | Pacaembú          | 3 de agosto | 16:00 |
| Figueirense      | 3 - 0 | Sport               | Orlando Scarpelli | 3 de agosto | 16:00 |
| Atlético Mineiro | 3 - 1 | Atlético Paranaense | Independência     | 3 de agosto | 18:30 |
| Fluminense       | 2 - 0 | Goiás               | Maracaná          | 3 de agosto | 18:30 |
| Internacional    | 1 - 0 | Santos              | Beira-Rio         | 3 de agosto | 18:30 |

| Criciúma            | 0 - 0 | Cruzeiro    | Heriberto Hülse  | 9 de agosto  | 18:30 |
| Bahía               | 1 - 0 | Goiás       | Arena Fonte Nova | 9 de agosto  | 18:30 |
| Fluminense          | 1 - 1 | Coritiba    | Maracaná         | 9 de agosto  | 21:00 |
| Santos              | 0 - 1 | Corinthians | Vila Belmiro     | 10 de agosto | 16:00 |
| Internacional       | 2 - 0 | Grêmio      | Beira-Rio        | 10 de agosto | 16:00 |
| Atlético Paranaense | 2 - 0 | Botafogo    | Arena da Baixada | 10 de agosto | 16:00 |
| Flamengo            | 1 - 0 | Sport       | Maracaná         | 10 de agosto | 16:00 |
| São Paulo           | 3 - 1 | Vitória     | Morumbi          | 10 de agosto | 18:30 |
| Chapecoense         | 0 - 1 | Figueirense | Arena Condá      | 10 de agosto | 18:30 |
| Atlético Mineiro    | 2 - 1 | Palmeiras   | Independência    | 10 de agosto | 18:30 |

| Goiás       | 0 - 1 | Internacional       | Serra Dourada     | 16 de agosto | 18:30 |
| Corinthians | 1 - 1 | Bahía               | Arena Corinthians | 16 de agosto | 21:00 |
| Cruzeiro    | 3 - 0 | Santos              | Mineirão          | 17 de agosto | 16:00 |
| Palmeiras   | 1 - 2 | São Paulo           | Pacaembú          | 17 de agosto | 16:00 |
| Coritiba    | 0 - 1 | Flamengo            | Couto Pereira     | 17 de agosto | 16:00 |
| Grêmio      | 2 - 0 | Criciúma            | Arena do Grêmio   | 17 de agosto | 16:00 |
| Vitória     | 0 - 0 | Chapecoense         | Barradão          | 17 de agosto | 16:00 |
| Botafogo    | 2 - 0 | Fluminense          | Mané Garrincha    | 17 de agosto | 18:30 |
| Figueirense | 2 - 2 | Atlético Mineiro    | Orlando Scarpelli | 17 de agosto | 18:30 |
| Sport       | 1 - 1 | Atlético Paranaense | Ilha do Retiro    | 17 de agosto | 18:30 |

| Santos        | 2 - 0 | Atlético Paranaense | Vila Belmiro      | 20 de agosto | 19:30 |
| Sport         | 2 - 1 | Palmeiras           | Arena Pernambuco  | 20 de agosto | 19:30 |
| Figueirense   | 1 - 0 | Botafogo            | Orlando Scarpelli | 20 de agosto | 19:30 |
| Coritiba      | 2 - 0 | Vitória             | Couto Pereira     | 20 de agosto | 21:00 |
| Bahía         | 0 - 0 | Criciúma            | Arena Fonte Nova  | 20 de agosto | 21:00 |
| Flamengo      | 2 - 1 | Atlético Mineiro    | Maracaná          | 20 de agosto | 22:00 |
| Internacional | 0 - 1 | São Paulo           | Beira-Rio         | 20 de agosto | 22:00 |
| Chapecoense   | 1 - 0 | Fluminense          | Arena Condá       | 20 de agosto | 22:00 |
| Corinthians   | 5 - 2 | Goiás               | Arena Corinthians | 21 de agosto | 19:30 |
| Cruzeiro      | 1 - 0 | Grêmio              | Mineirão          | 21 de agosto | 20:30 |

| Atlético Mineiro    | 1 - 0 | Internacional | Independência    | 23 de agosto | 18:30 |
| Botafogo            | 1 - 0 | Chapecoense   | Maracaná         | 23 de agosto | 18:30 |
| Palmeiras           | 1 - 0 | Coritiba      | Pacaembú         | 23 de agosto | 21:00 |
| São Paulo           | 2 - 1 | Santos        | Morumbi          | 24 de agosto | 16:00 |
| Grêmio              | 2 - 1 | Corinthians   | Arena do Grêmio  | 24 de agosto | 16:00 |
| Fluminense          | 4 - 0 | Sport         | Maracaná         | 24 de agosto | 16:00 |
| Vitória             | 0 - 1 | Figueirense   | Barradão         | 24 de agosto | 16:00 |
| Criciúma            | 0 - 2 | Flamengo      | Heriberto Hülse  | 24 de agosto | 16:00 |
| Goiás               | 0 - 1 | Cruzeiro      | Serra Dourada    | 24 de agosto | 18:30 |
| Atlético Paranaense | 0 - 0 | Bahía         | Arena da Baixada | 24 de agosto | 18:30 |

| Palmeiras   | 0 - 1 | Internacional       | Pacaembú          | 30 de agosto | 18:30 |
| Cruzeiro    | 4 - 2 | Chapecoense         | Mineirão          | 30 de agosto | 18:30 |
| Corinthians | 1 - 1 | Fluminense          | Arena Corinthians | 31 de agosto | 16:00 |
| Botafogo    | 1 - 0 | Santos              | Maracaná          | 31 de agosto | 16:00 |
| Figueirense | 1 - 1 | São Paulo           | Orlando Scarpelli | 31 de agosto | 16:00 |
| Coritiba    | 0 - 0 | Atlético Mineiro    | Couto Pereira     | 31 de agosto | 16:00 |
| Sport       | 2 - 0 | Criciúma            | Ilha do Retiro    | 31 de agosto | 16:00 |
| Vitória     | 1 - 2 | Flamengo            | Barradão          | 31 de agosto | 18:30 |
| Grêmio      | 1 - 0 | Bahía               | Arena do Grêmio   | 31 de agosto | 18:30 |
| Goiás       | 3 - 1 | Atlético Paranaense | Serra Dourada     | 31 de agosto | 18:30 |

| Flamengo            | 0 - 1 | Grêmio      | Maracaná         | 6 de septiembre | 18:30 |
| Santos              | 3 - 1 | Vitória     | Pacaembú         | 6 de septiembre | 18:30 |
| Chapecoense         | 0 - 0 | Goiás       | Arena Condá      | 6 de septiembre | 21:00 |
| Fluminense          | 3 - 3 | Cruzeiro    | Maracaná         | 7 de septiembre | 16:00 |
| Atlético Mineiro    | 1 - 0 | Botafogo    | Independência    | 7 de septiembre | 16:00 |
| São Paulo           | 2 - 0 | Sport       | Morumbi          | 7 de septiembre | 16:00 |
| Criciúma            | 0 - 0 | Corinthians | Heriberto Hülse  | 7 de septiembre | 16:00 |
| Atlético Paranaense | 1 - 1 | Palmeiras   | Arena da Baixada | 7 de septiembre | 18:30 |
| Internacional       | 2 - 3 | Figueirense | Beira-Rio        | 7 de septiembre | 18:30 |
| Bahía               | 0 - 0 | Coritiba    | Arena Fonte Nova | 7 de septiembre | 18:30 |

### Segunda rueda
| Grêmio      | 1 - 0 | Atlético Paranaense | Arena do Grêmio   | 10 de septiembre | 19:30 |
| Figueirense | 1 - 1 | Fluminense          | Orlando Scarpelli | 10 de septiembre | 19:30 |
| Palmeiras   | 1 - 0 | Criciúma            | Pacaembú          | 10 de septiembre | 19:30 |
| Sport       | 3 - 1 | Santos              | Arena Pernambuco  | 10 de septiembre | 21:00 |
| Coritiba    | 3 - 0 | Chapecoense         | Couto Pereira     | 10 de septiembre | 21:00 |
| Botafogo    | 2 - 4 | São Paulo           | Mané Garrincha    | 10 de septiembre | 22:00 |
| Vitória     | 2 - 0 | Internacional       | Barradão          | 10 de septiembre | 22:00 |
| Goiás       | 1 - 0 | Flamengo            | Arena Pantanal    | 10 de septiembre | 22:00 |
| Corinthians | 1 - 0 | Atlético Mineiro    | Arena Corinthians | 11 de septiembre | 19:30 |
| Cruzeiro    | 2 - 1 | Bahía               | Mineirão          | 11 de septiembre | 20:30 |

| Fluminense          | 3 - 0 | Palmeiras   | Maracaná         | 13 de septiembre | 18:30 |
| Chapecoense         | 3 - 1 | Sport       | Arena Condá      | 13 de septiembre | 18:30 |
| Santos              | 2 - 1 | Coritiba    | Vila Belmiro     | 13 de septiembre | 21:00 |
| São Paulo           | 2 - 0 | Cruzeiro    | Morumbi          | 14 de septiembre | 16:00 |
| Flamengo            | 1 - 0 | Corinthians | Maracaná         | 14 de septiembre | 16:00 |
| Internacional       | 2 - 0 | Botafogo    | Beira-Rio        | 14 de septiembre | 16:00 |
| Bahía               | 3 - 0 | Figueirense | Joia da Princesa | 14 de septiembre | 16:00 |
| Atlético Mineiro    | 0 - 0 | Grêmio      | Independência    | 14 de septiembre | 18:30 |
| Atlético Paranaense | 2 - 0 | Vitória     | Arena da Baixada | 14 de septiembre | 18:30 |
| Criciúma            | 1 - 0 | Goiás       | Heriberto Hülse  | 14 de septiembre | 18:30 |

| Cruzeiro    | 2 - 0 | Atlético Paranaense | Mineirão          | 17 de septiembre | 19:30 |
| Vitória     | 3 - 1 | Fluminense          | Barradão          | 17 de septiembre | 19:30 |
| Sport       | 0 - 0 | Internacional       | Arena Pernambuco  | 17 de septiembre | 21:00 |
| Figueirense | 1 - 1 | Criciúma            | Orlando Scarpelli | 17 de septiembre | 21:00 |
| Palmeiras   | 2 - 2 | Flamengo            | Pacaembú          | 17 de septiembre | 22:00 |
| Botafogo    | 2 - 3 | Bahía               | Maracaná          | 17 de septiembre | 22:00 |
| Coritiba    | 3 - 1 | São Paulo           | Couto Pereira     | 17 de septiembre | 22:00 |
| Goiás       | 2 - 3 | Atlético Mineiro    | Serra Dourada     | 18 de septiembre | 19:30 |
| Corinthians | 1 - 1 | Chapecoense         | Arena Corinthians | 18 de septiembre | 19:30 |
| Grêmio      | 0 - 0 | Santos              | Arena do Grêmio   | 18 de septiembre | 20:30 |

| Atlético Paranaense | 0 - 1 | Internacional    | Arena da Baixada  | 20 de septiembre | 18:30 |
| Criciúma            | 1 - 1 | Botafogo         | Heriberto Hülse   | 20 de septiembre | 21:00 |
| Corinthians         | 3 - 2 | São Paulo        | Arena Corinthians | 21 de septiembre | 16:00 |
| Cruzeiro            | 2 - 3 | Atlético Mineiro | Mineirão          | 21 de septiembre | 16:00 |
| Flamengo            | 1 - 1 | Fluminense       | Maracaná          | 21 de septiembre | 16:00 |
| Vitória             | 2 - 1 | Bahía            | Arena Fonte Nova  | 21 de septiembre | 16:00 |
| Sport               | 1 - 0 | Coritiba         | Ilha do Retiro    | 21 de septiembre | 16:00 |
| Goiás               | 6 - 0 | Palmeiras        | Serra Dourada     | 21 de septiembre | 18:30 |
| Santos              | 3 - 1 | Figueirense      | Vila Belmiro      | 21 de septiembre | 18:30 |
| Grêmio              | 1 - 0 | Chapecoense      | Arena do Grêmio   | 21 de septiembre | 18:30 |

| Coritiba         | 1 - 2 | Cruzeiro            | Couto Pereira     | 24 de septiembre | 19:30 |
| Internacional    | 3 - 0 | Criciúma            | Beira-Rio         | 24 de septiembre | 19:30 |
| Bahía            | 1 - 0 | Sport               | Arena Fonte Nova  | 24 de septiembre | 21:00 |
| Chapecoense      | 3 - 0 | Atlético Paranaense | Arena Condá       | 24 de septiembre | 21:00 |
| Fluminense       | 0 - 0 | Grêmio              | Maracaná          | 24 de septiembre | 22:00 |
| São Paulo        | 2 - 2 | Flamengo            | Morumbi           | 24 de septiembre | 22:00 |
| Figueirense      | 1 - 0 | Corinthians         | Orlando Scarpelli | 24 de septiembre | 22:00 |
| Palmeiras        | 2 - 0 | Vitória             | Pacaembú          | 25 de septiembre | 19:30 |
| Botafogo         | 1 - 0 | Goiás               | Maracaná          | 25 de septiembre | 19:30 |
| Atlético Mineiro | 3 - 2 | Santos              | Independência     | 25 de septiembre | 20:30 |

| Sport               | 0 - 0 | Cruzeiro    | Arena Pernambuco  | 27 de septiembre | 18:30 |
| Chapecoense         | 1 - 1 | Criciúma    | Arena Condá       | 27 de septiembre | 18:30 |
| São Paulo           | 1 - 3 | Fluminense  | Morumbi           | 27 de septiembre | 21:00 |
| Botafogo            | 0 - 2 | Grêmio      | Maracaná          | 28 de septiembre | 16:00 |
| Bahía               | 2 - 1 | Flamengo    | Arena Fonte Nova  | 28 de septiembre | 16:00 |
| Atlético Paranaense | 1 - 0 | Corinthians | Arena da Baixada  | 28 de septiembre | 16:00 |
| Atlético Mineiro    | 2 - 0 | Vitória     | Independência     | 28 de septiembre | 16:00 |
| Internacional       | 4 - 2 | Coritiba    | Beira-Rio         | 28 de septiembre | 18:30 |
| Santos              | 2 - 0 | Goiás       | Pacaembú          | 28 de septiembre | 18:30 |
| Figueirense         | 3 - 1 | Palmeiras   | Orlando Scarpelli | 28 de septiembre | 18:30 |

| Palmeiras   | 4 - 2 | Chapecoense         | Pacaembú          | 2 de octubre | 19:30 |
| Coritiba    | 1 - 0 | Atlético Paranaense | Couto Pereira     | 4 de octubre | 16:20 |
| Flamengo    | 0 - 1 | Santos              | Maracaná          | 4 de octubre | 16:20 |
| Grêmio      | 0 - 1 | São Paulo           | Arena do Grêmio   | 4 de octubre | 16:20 |
| Fluminense  | 1 - 1 | Bahía               | Mané Garrincha    | 4 de octubre | 16:20 |
| Vitória     | 2 - 1 | Botafogo            | Barradão          | 4 de octubre | 16:20 |
| Cruzeiro    | 2 - 1 | Internacional       | Mineirão          | 4 de octubre | 18:30 |
| Corinthians | 3 - 0 | Sport               | Arena Corinthians | 4 de octubre | 18:30 |
| Criciúma    | 3 - 1 | Atlético Mineiro    | Heriberto Hülse   | 4 de octubre | 18:30 |
| Goiás       | 1 - 0 | Figueirense         | Serra Dourada     | 4 de octubre | 21:00 |

| Botafogo    | 0 - 1 | Palmeiras           | Maracaná          | 8 de octubre | 19:30 |
| São Paulo   | 1 - 0 | Atlético Paranaense | Morumbi           | 8 de octubre | 19:30 |
| Coritiba    | 1 - 0 | Criciúma            | Couto Pereira     | 8 de octubre | 19:30 |
| Vitória     | 2 - 2 | Goiás               | Barradão          | 8 de octubre | 21:00 |
| Cruzeiro    | 0 - 1 | Corinthians         | Mineirão          | 8 de octubre | 22:00 |
| Grêmio      | 2 - 0 | Sport               | Arena do Grêmio   | 8 de octubre | 22:00 |
| Figueirense | 1 - 2 | Flamengo            | Orlando Scarpelli | 8 de octubre | 22:00 |
| Fluminense  | 0 - 0 | Atlético Mineiro    | Maracaná          | 9 de octubre | 19:30 |
| Santos      | 1 - 0 | Bahía               | Vila Belmiro      | 9 de octubre | 19:30 |
| Chapecoense | 5 - 0 | Internacional       | Arena Condá       | 9 de octubre | 20:30 |

| Botafogo            | 1 - 0 | Corinthians | Arena da Amazônia | 11 de octubre | 18:30 |
| Goiás               | 3 - 0 | Coritiba    | Serra Dourada     | 11 de octubre | 18:30 |
| Palmeiras           | 2 - 1 | Grêmio      | Pacaembú          | 11 de octubre | 21:00 |
| Flamengo            | 3 - 0 | Cruzeiro    | Maracaná          | 12 de octubre | 16:00 |
| Atlético Mineiro    | 1 - 0 | São Paulo   | Mineirão          | 12 de octubre | 16:00 |
| Internacional       | 2 - 1 | Fluminense  | Beira-Rio         | 12 de octubre | 16:00 |
| Bahía               | 0 - 1 | Chapecoense | Arena Fonte Nova  | 12 de octubre | 16:00 |
| Criciúma            | 3 - 0 | Santos      | Heriberto Hülse   | 12 de octubre | 18:30 |
| Atlético Paranaense | 3 - 0 | Figueirense | Arena da Baixada  | 12 de octubre | 18:30 |
| Sport               | 1 - 2 | Vitória     | Ilha do Retiro    | 12 de octubre | 18:30 |

| Fluminense          | 4 - 2 | Criciúma    | Maracaná            | 18 de octubre | 18:30 |
| São Paulo           | 2 - 1 | Bahía       | Morumbi             | 18 de octubre | 18:30 |
| Goiás               | 0 - 0 | Grêmio      | Serra Dourada       | 18 de octubre | 18:30 |
| Atlético Mineiro    | 1 - 0 | Chapecoense | Independência       | 18 de octubre | 21:00 |
| Palmeiras           | 1 - 3 | Santos      | Pacaembú            | 19 de octubre | 16:00 |
| Internacional       | 1 - 2 | Corinthians | Beira-Rio           | 19 de octubre | 16:00 |
| Atlético Paranaense | 2 - 1 | Flamengo    | Arena da Baixada    | 19 de octubre | 16:00 |
| Figueirense         | 4 - 0 | Coritiba    | Orlando Scarpelli   | 19 de octubre | 16:00 |
| Vitória             | 0 - 1 | Cruzeiro    | Barradão            | 19 de octubre | 18:30 |
| Botafogo            | 1 - 1 | Sport       | Raulino de Oliveira | 19 de octubre | 18:30 |

| Bahía       | 1 - 1 | Atlético Mineiro    | Arena Fonte Nova | 21 de octubre | 21:50 |
| Cruzeiro    | 1 - 1 | Palmeiras           | Mineirão         | 22 de octubre | 19:30 |
| Flamengo    | 2 - 0 | Internacional       | Maracaná         | 22 de octubre | 19:30 |
| Corinthians | 2 - 1 | Vitória             | Arena Pantanal   | 22 de octubre | 19:30 |
| Criciúma    | 0 - 1 | Atlético Paranaense | Heriberto Hülse  | 22 de octubre | 19:30 |
| Coritiba    | 2 - 0 | Botafogo            | Couto Pereira    | 22 de octubre | 21:00 |
| Grêmio      | 1 - 0 | Figueirense         | Arena do Grêmio  | 22 de octubre | 21:00 |
| Santos      | 0 - 1 | Fluminense          | Vila Belmiro     | 22 de octubre | 22:00 |
| Chapecoense | 0 - 0 | São Paulo           | Arena Condá      | 22 de octubre | 22:00 |
| Sport       | 0 - 1 | Goiás               | Ilha do Retiro   | 22 de octubre | 22:30 |

| Palmeiras        | 1 - 1 | Corinthians         | Pacaembú          | 25 de octubre | 16:20 |
| Figueirense      | 1 - 1 | Cruzeiro            | Orlando Scarpelli | 25 de octubre | 16:20 |
| Fluminense       | 2 - 1 | Atlético Paranaense | Maracaná          | 25 de octubre | 16:20 |
| Coritiba         | 1 - 1 | Grêmio              | Couto Pereira     | 25 de octubre | 18:30 |
| Atlético Mineiro | 3 - 2 | Sport               | Independência     | 25 de octubre | 18:30 |
| Chapecoense      | 1 - 1 | Santos              | Arena Condá       | 25 de octubre | 18:30 |
| Vitória          | 3 - 1 | Criciúma            | Barradão          | 25 de octubre | 18:30 |
| Botafogo         | 2 - 1 | Flamengo            | Arena da Amazônia | 25 de octubre | 21:00 |
| Internacional    | 2 - 0 | Bahía               | Beira-Rio         | 25 de octubre | 21:00 |
| São Paulo        | 3 - 0 | Goiás               | Morumbi           | 27 de octubre | 20:30 |

| Goiás               | 0 - 2 | Fluminense       | Serra Dourada     | 1 de noviembre | 19:30 |
| Grêmio              | 1 - 0 | Vitória          | Arena do Grêmio   | 1 de noviembre | 19:30 |
| Corinthians         | 2 - 2 | Coritiba         | Arena Corinthians | 1 de noviembre | 21:00 |
| Santos              | 1 - 2 | Internacional    | Vila Belmiro      | 2 de noviembre | 17:00 |
| Cruzeiro            | 2 - 1 | Botafogo         | Mineirão          | 2 de noviembre | 17:00 |
| Criciúma            | 1 - 2 | São Paulo        | Heriberto Hülse   | 2 de noviembre | 17:00 |
| Sport               | 1 - 0 | Figueirense      | Ilha do Retiro    | 2 de noviembre | 17:00 |
| Atlético Paranaense | 1 - 0 | Atlético Mineiro | Arena da Baixada  | 2 de noviembre | 19:30 |
| Bahía               | 0 - 1 | Palmeiras        | Arena Fonte Nova  | 2 de noviembre | 19:30 |
| Flamengo            | 3 - 0 | Chapecoense      | Maracanã          | 2 de noviembre | 19:30 |

| Palmeiras   | 0 - 2 | Atlético Mineiro    | Pacaembú            | 8 de noviembre | 19:30 |
| Coritiba    | 1 - 0 | Fluminense          | Couto Pereira       | 8 de noviembre | 19:30 |
| Botafogo    | 0 - 2 | Atlético Paranaense | Raulino de Oliveira | 8 de noviembre | 21:00 |
| Grêmio      | 4 - 1 | Internacional       | Arena do Grêmio     | 9 de noviembre | 17:00 |
| Sport       | 2 - 2 | Flamengo            | Arena Pernambuco    | 9 de noviembre | 17:00 |
| Vitória     | 1 - 2 | São Paulo           | Barradão            | 9 de noviembre | 17:00 |
| Figueirense | 1 - 0 | Chapecoense         | Orlando Scarpelli   | 9 de noviembre | 17:00 |
| Corinthians | 1 - 0 | Santos              | Arena Corinthians   | 9 de noviembre | 19:30 |
| Cruzeiro    | 3 - 1 | Criciúma            | Mineirão            | 9 de noviembre | 19:30 |
| Goiás       | 3 - 0 | Bahía               | Serra Dourada       | 9 de noviembre | 19:30 |

| Fluminense          | 1 - 0 | Botafogo    | Maracaná         | 15 de noviembre | 19:30 |
| Criciúma            | 0 - 3 | Grêmio      | Heriberto Hülse  | 15 de noviembre | 19:30 |
| Santos              | 0 - 1 | Cruzeiro    | Vila Belmiro     | 16 de noviembre | 17:00 |
| Flamengo            | 3 - 2 | Coritiba    | Maracaná         | 16 de noviembre | 17:00 |
| Bahía               | 1 - 2 | Corinthians | Arena Fonte Nova | 16 de noviembre | 17:00 |
| Internacional       | 1 - 0 | Goiás       | Beira-Rio        | 16 de noviembre | 17:00 |
| Atlético Paranaense | 0 - 1 | Sport       | Arena da Baixada | 16 de noviembre | 17:00 |
| São Paulo           | 2 - 0 | Palmeiras   | Morumbi          | 16 de noviembre | 19:30 |
| Atlético Mineiro    | 1 - 1 | Figueirense | Independência    | 16 de noviembre | 19:30 |
| Chapecoense         | 0 - 1 | Vitória     | Arena Condá      | 16 de noviembre | 19:30 |

| São Paulo           | 1 - 1 | Internacional | Morumbi          | 12 de noviembre | 22:00 |
| Atlético Paranaense | 1 - 1 | Santos        | Arena da Baixada | 19 de noviembre | 19:30 |
| Botafogo            | 0 - 1 | Figueirense   | São Januário     | 19 de noviembre | 19:30 |
| Vitória             | 1 - 1 | Coritiba      | Barradão         | 19 de noviembre | 21:00 |
| Criciúma            | 0 - 1 | Bahía         | Heriberto Hülse  | 19 de noviembre | 21:00 |
| Goiás               | 0 - 1 | Corinthians   | Mangueirão       | 19 de noviembre | 21:00 |
| Atlético Mineiro    | 4 - 0 | Flamengo      | Independência    | 19 de noviembre | 22:00 |
| Palmeiras           | 0 - 2 | Sport         | Allianz Parque   | 19 de noviembre | 22:00 |
| Fluminense          | 1 - 4 | Chapecoense   | Maracaná         | 20 de noviembre | 19:30 |
| Grêmio              | 1 - 2 | Cruzeiro      | Arena do Grêmio  | 20 de noviembre | 21:50 |

| Internacional | 2 - 1 | Atlético Mineiro    | Beira-Rio            | 22 de noviembre | 19:30 |
| Bahía         | 1 - 2 | Atlético Paranaense | Arena Fonte Nova     | 22 de noviembre | 21:00 |
| Santos        | 0 - 1 | São Paulo           | Arena Pantanal       | 23 de noviembre | 17:00 |
| Sport         | 2 - 2 | Fluminense          | Arena Pernambuco     | 23 de noviembre | 17:00 |
| Cruzeiro      | 2 - 1 | Goiás               | Mineirão             | 23 de noviembre | 17:00 |
| Flamengo      | 1 - 1 | Criciúma            | Castelão de São Luís | 23 de noviembre | 17:00 |
| Figueirense   | 2 - 0 | Vitória             | Orlando Scarpelli    | 23 de noviembre | 17:00 |
| Corinthians   | 1 - 0 | Grêmio              | Arena Corinthians    | 23 de noviembre | 19:30 |
| Coritiba      | 2 - 0 | Palmeiras           | Couto Pereira        | 23 de noviembre | 19:30 |
| Chapecoense   | 2 - 0 | Botafogo            | Arena Condá          | 23 de noviembre | 19:30 |

| Internacional       | 3 - 1 | Palmeiras   | Beira-Rio         | 29 de noviembre | 19:30 |
| Criciúma            | 2 - 2 | Sport       | Heriberto Hülse   | 29 de noviembre | 19:30 |
| Flamengo            | 4 - 0 | Vitória     | Arena da Amazônia | 29 de noviembre | 21:00 |
| Fluminense          | 5 - 2 | Corinthians | Maracaná          | 30 de noviembre | 17:00 |
| Santos              | 2 - 0 | Botafogo    | Vila Belmiro      | 30 de noviembre | 17:00 |
| Chapecoense         | 1 - 1 | Cruzeiro    | Arena Condá       | 30 de noviembre | 17:00 |
| São Paulo           | 1 - 1 | Figueirense | Morumbi           | 30 de noviembre | 17:00 |
| Atlético Mineiro    | 1 - 2 | Coritiba    | Independência     | 30 de noviembre | 19:30 |
| Atlético Paranaense | 1 - 0 | Goiás       | Arena da Baixada  | 30 de noviembre | 19:30 |
| Bahía               | 1 - 0 | Grêmio      | Arena Fonte Nova  | 30 de noviembre | 19:30 |

| Corinthians | 2 - 1 | Criciúma            | Arena Corinthians | 6 de diciembre | 16:30 |
| Figueirense | 1 - 2 | Internacional       | Orlando Scarpelli | 6 de diciembre | 16:30 |
| Cruzeiro    | 2 - 1 | Fluminense          | Mineirão          | 7 de diciembre | 17:00 |
| Grêmio      | 1 - 1 | Flamengo            | Arena do Grêmio   | 7 de diciembre | 17:00 |
| Botafogo    | 0 - 0 | Atlético Mineiro    | Mané Garrincha    | 7 de diciembre | 17:00 |
| Palmeiras   | 1 - 1 | Atlético Paranaense | Allianz Parque    | 7 de diciembre | 17:00 |
| Vitória     | 0 - 1 | Santos              | Barradão          | 7 de diciembre | 17:00 |
| Sport       | 1 - 0 | São Paulo           | Arena Pernambuco  | 7 de diciembre | 17:00 |
| Coritiba    | 3 - 2 | Bahía               | Couto Pereira     | 7 de diciembre | 17:00 |
| Goiás       | 4 - 2 | Chapecoense         | Serra Dourada     | 7 de diciembre | 17:00 |

## Estadísticas

### Goleadores
| Jugador         | Equipo     | Goles |
| --------------- | ---------- | ----- |
| Fred            | Fluminense | 18    |
| Henrique        | Palmeiras  | 16    |
| Marcelo Martins | Cruzeiro   | 15    |
| Ricardo Goulart | Cruzeiro   | 15    |
| Hernán Barcos   | Grêmio     | 14    |
| Paolo Guerrero  | Flamengo   | 12    |

### Asistentes
| Jugador         | Equipo           | Asist. |
| --------------- | ---------------- | ------ |
| Éverton Ribeiro | Cruzeiro         | 11     |
| Darío Conca     | Fluminense       | 10     |
| D'Alessandro    | Internacional    | 9      |
| Jesús Dátolo    | Atlético Mineiro | 9      |
| Osvaldo         | São Paulo        | 9      |
| Paolo Guerrero  | Flamengo         | 7      |

### Equipo ideal de la temporada
La alineación ideal del Brasileirão 2014, estuvo conformada por:
| Pos.                                      | Futbolista      | Equipo           |
| ----------------------------------------- | --------------- | ---------------- |
| Guardameta                                | Jefferson       | Botafogo         |
| Defensa                                   | Marcos Rocha    | Atlético Mineiro |
| Defensa                                   | Dedé            | Cruzeiro         |
| Defensa                                   | Gil             | Corinthians      |
| Defensa                                   | Egídio          | Cruzeiro         |
| Centrocampista · Mejor jugador del torneo | Éverton Ribeiro | Cruzeiro         |
| Centrocampista                            | Lucas Silva     | Cruzeiro         |
| Centrocampista                            | Souza           | São Paulo        |
| Centrocampista                            | Ricardo Goulart | Cruzeiro         |
| Delantero                                 | Diego Tardelli  | Atlético Mineiro |
| Delantero                                 | Paolo Guerrero  | Corinthians      |

## Fichajes

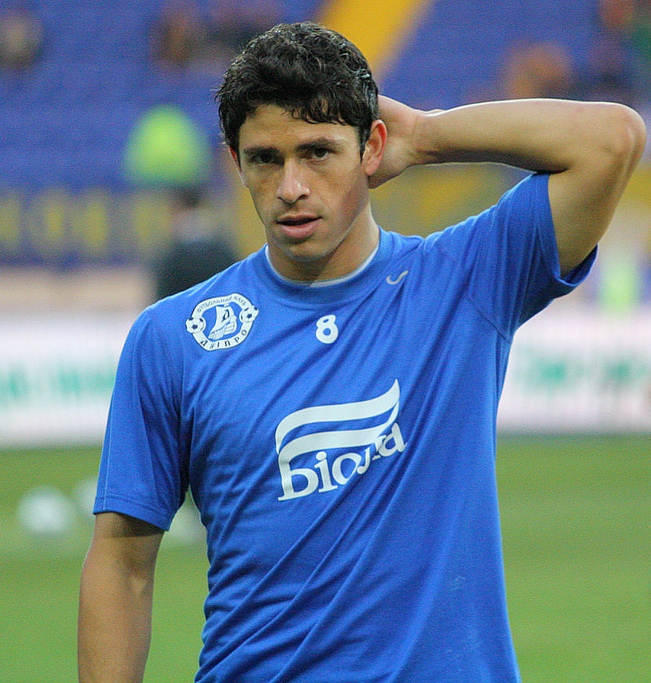
Giuliano fichado en € 6 millones por el Grêmio.

Estos fueron los fichajes más caros del Brasilerão 2014:
| Pos. | Jugador         | Destino       | Procendencia          | Precio (€) |
| ---- | --------------- | ------------- | --------------------- | ---------- |
| 1.°  | Giuliano        | Grêmio        | Dnipro Dnipropetrovsk | 6 000 000  |
| 2.°  | Alan Kardec     | São Paulo     | Palmeiras             | 4 500 000  |
| 3.°  | Elias           | Corinthians   | Sporting de Lisboa    | 4 000 000  |
| 4.°  | Agustín Allione | Palmeiras     | Vélez Sarsfield       | 2 000 000  |
| 5.°  | Carlos Luque    | Internacional | Colón                 | 1 850 000  |
| 6.°  | Héctor Canteros | Flamengo      | Vélez Sarsfield       | 1 600 000  |
| 7.°  | Lucas Mugni     | Flamengo      | Colón                 | 920 000    |
| 8.°  | Alan Ruiz       | Grêmio        | San Lorenzo           | 300 000    |
| 9.°  | Damián Escudero | Vitória       | Atlético Mineiro      | 150 000    |